# Genderkingen
Genderkingen település Németországban, azon belül Bajorországban. Lakosainak száma 1269 fő (2023. december 31.). Genderkingen Niederschönenfeld és Rain községekkel határos.

## Népesség
A település népessége az elmúlt években az alábbi módon változott:
| Lakosok száma | 577  | 1102 | 1045 | 1059 | 1149 | 1167 | 1188 | 1188 | 1253 | 1269 |
|               | 1875 | 1950 | 1975 | 1987 | 2012 | 2014 | 2016 | 2017 | 2021 | 2023 |